# Michele Santoro
Michele Santoro, född 2 juli 1951 i Salerno, är en italiensk journalist och programledare. Fram till oktober 2005 var han ledamot i Europaparlamentet för södra Italien med Olivträdsalliansen. Han satt även i Europaparlamentets kommitté för medborgerliga fri- och rättigheter samt rättsliga och inrikes frågor och var suppleant i kommittén för kultur och utbildning.